# Brazylijska Superliga siatkarek
Brazylijska Superliga siatkarek – najwyższa klasa siatkarskich rozgrywek ligowych kobiet w Brazylii.

## Medalistki
| Campeonato Brasileiro | Campeonato Brasileiro | Campeonato Brasileiro   | Campeonato Brasileiro   |
| Rok                   | Mistrz                | Wicemistrz              | III miejsce             |
| --------------------- | --------------------- | ----------------------- | ----------------------- |
| 1975/1976             | Fluminense FC         | Clube de Regatas Brasil | Mackenzie Esporte Clube |
| 1977/1978             | CR Flamengo           | Mackenzie Esporte Clube | Guarani FC              |
| 1979/1980             | CR Flamengo           | Fluminense FC           | Pirelli Esporte Clube   |
| 1980/1981             | Fluminense FC         | Minas Tênis Clube       |                         |
| 1981/1982             | CA Paulistano         | Pirelli Esporte Clube   |                         |
| 1982/1983             | AA Supergasbrás       | Fluminense FC           |                         |
| 1983/1984             | Atlântica Boavista    | AA Supergasbrás         |                         |
| 1984/1985             | AA Supergasbrás       | CA Paulistano           |                         |
| 1985/1986             | AA Supergasbrás       | Atlântica Boavista      |                         |
| 1986/1987             | Lufkin Esporte Clube  | AA Supergasbrás         |                         |

| Liga Nacional | Liga Nacional             | Liga Nacional             | Liga Nacional |
| Rok           | Mistrz                    | Wicemistrz                | III miejsce   |
| ------------- | ------------------------- | ------------------------- | ------------- |
| 1988/1989     | Sadia Esporte Clube       | Lufkin Esporte Clube      |               |
| 1989/1990     | Sadia Esporte Clube       | AA Supergasbrás           |               |
| 1990/1991     | Sadia Esporte Clube       | São Caetano Esporte Clube |               |
| 1991/1992     | São Caetano Esporte Clube | Minas Tênis Clube         |               |
| 1992/1993     | Minas Tênis Clube         | São Caetano Esporte Clube |               |
| 1993/1994     | SRE Ribeirão Preto        | BCN Guarujá               |               |

| Superliga | Superliga                       | Superliga                  | Superliga                     |
| Rok       | Mistrz                          | Wicemistrz                 | III miejsce                   |
| --------- | ------------------------------- | -------------------------- | ----------------------------- |
| 1994/1995 | Leite Moça Sorocaba             | BCN Guarujá                | L'Acqua di Fiori/Minas        |
| 1995/1996 | Leite Moça Sorocaba             | BCN Guarujá                | Tietê VC                      |
| 1996/1997 | Leites Nestlé Jundiaí           | São Caetano Esporte Clube  | BCN Osasco                    |
| 1997/1998 | Paraná Vôlei Clube              | Leites Nestlé Jundiaí      | MRV-Suggar/Minas              |
| 1998/1999 | Desportiva e Cultural Metodista | Paraná Vôlei Clube         | Leites Nestlé Jundiaí         |
| 1999/2000 | Paraná Vôlei Clube              | MRV/Minas                  | BCN Osasco                    |
| 2000/2001 | CR Flamengo                     | CR Vasco da Gama           | MRV/Minas                     |
| 2001/2002 | MRV/Minas                       | BCN Osasco                 | Paraná Vôlei Clube            |
| 2002/2003 | BCN Osasco                      | MRV/Minas                  | Paraná Vôlei Clube            |
| 2003/2004 | Finasa/Osasco                   | MRV/Minas                  | Paraná Vôlei Clube            |
| 2004/2005 | Finasa/Osasco                   | Rexona/Ades Rio de Janeiro | ACF Campos                    |
| 2005/2006 | Rexona/Ades Rio de Janeiro      | Finasa/Osasco              | Clube Desportivo Macaé Sports |
| 2006/2007 | Rexona/Ades Rio de Janeiro      | Finasa/Osasco              | Fiat/Minas                    |
| 2007/2008 | Rexona/Ades Rio de Janeiro      | Finasa/Osasco              | Esporte Clube Pinheiros       |
| 2008/2009 | Rexona/Ades Rio de Janeiro      | Finasa/Osasco              | São Caetano Esporte Clube     |
| 2009/2010 | Sollys/Osasco                   | Unilever Rio de Janeiro    | São Caetano Esporte Clube     |
| 2010/2011 | Unilever Rio de Janeiro         | Sollys/Osasco              | Vôlei Futuro                  |
| 2011/2012 | Sollys/Nestlé Osasco            | Unilever Rio de Janeiro    | Vôlei Futuro                  |

| Série A   | Série A                                                      | Série A                                                      | Série A                                                      |
| Rok       | Mistrz                                                       | Wicemistrz                                                   | III miejsce                                                  |
| --------- | ------------------------------------------------------------ | ------------------------------------------------------------ | ------------------------------------------------------------ |
| 2012/2013 | Unilever Rio de Janeiro                                      | Sollys/Nestlé Osasco                                         | Amil Campinas                                                |
| 2013/2014 | Unilever Rio de Janeiro                                      | SESI São Paulo                                               | Molico/Nestlé Osasco                                         |
| 2014/2015 | Rexona/Ades Rio de Janeiro                                   | Molico/Nestlé Osasco                                         | SESI São Paulo                                               |
| 2015/2016 | Rexona/Ades Rio de Janeiro                                   | Dentil/Praia Clube                                           | Camponesa/Minas                                              |
| 2016/2017 | Rexona-Sesc Rio de Janeiro                                   | Vôlei Nestlé Osasco                                          | Dentil/Praia Clube                                           |
| 2017/2018 | Dentil/Praia Clube                                           | Sesc Rio de Janeiro                                          | Camponesa/Minas                                              |
| 2018/2019 | Itambé/Minas                                                 | Dentil/Praia Clube                                           | Audax/Osasco                                                 |
| 2019/2020 | Ze względu na pandemię COVID-19 rozgrywki zostały przerwane. | Ze względu na pandemię COVID-19 rozgrywki zostały przerwane. | Ze względu na pandemię COVID-19 rozgrywki zostały przerwane. |
| 2020/2021 | Itambé/Minas                                                 | Dentil/Praia Clube                                           | Osasco/São Cristóvão Saúde                                   |
| 2021/2022 | Itambé/Minas                                                 | Dentil/Praia Clube                                           | Sesi Vôlei Bauru                                             |
| 2022/2023 | Dentil/Praia Clube                                           | Gerdau/Minas                                                 | Osasco/São Cristóvão Saúde                                   |
| 2023/2024 | Gerdau/Minas                                                 | Dentil/Praia Clube                                           | Sesc RJ/Flamengo                                             |
| 2024/2025 | Osasco/São Cristóvão Saúde                                   | Sesi Vôlei Bauru                                             | Dentil/Praia Clube                                           |